# Hauser Plads
Hauser Plads er en plads i Indre By i København beliggende mellem Pustervig, Suhmsgade og Hausergade. Pladsen er adskilt fra Kultorvet af den tidligere biblioteksbygning, der i dag tilhører Niels Brocks Gymnasium.
Pladsen er opkaldt efter schweizeren Conrad Hauser, der i 1768 blev dansk gift og slog sig ned i byen. Efter Københavns bombardement i 1807 købte og bebyggede Hauser en række grunde langs Hausergade, og Hauser Plads blev en af de få umiddelbare og væsentlige byplanmæssige ændringer efter bombardementet. Tidligere blev pladsen også kaldt Suhms Plads efter historikeren Peter Frederik Suhm, der boede her med sin store bogsamling indtil sin død i 1798.
I 2014 fremstår Hauser Plads nyrenoveret med nye kontorer og gårdhave i kælderniveau, opført for de næsten 100 ansatte hos Center for Renhold i pladsens gamle parkeringskælder. Komplekset er tegnet af nederlandske Karres en Brands Landschapsarchitecten og danske Polyform arkitekter. Ovenpå kontorerne, lidt over gadeplan, er der indrettet en grøn legeplads. Pladsen har også fået ny granitbelægning og hænger nu klart sammen med Kultorvet og Købmagergade.